# Arjan Stroetinga
Arjan Stroetinga (Oosterwolde, 26 de junio de 1981) es un deportista neerlandés que compite en patinaje de velocidad sobre hielo.
Ganó cuatro medallas en el Campeonato Mundial de Patinaje de Velocidad sobre Hielo en Distancia Individual entre los años 2015 y 2021, y una medalla de plata en el Campeonato Europeo de Patinaje de Velocidad sobre Hielo en Distancia Individual de 2020.

## Palmarés internacional
| Campeonato Mundial en Distancia Individual | Campeonato Mundial en Distancia Individual | Campeonato Mundial en Distancia Individual | Campeonato Mundial en Distancia Individual |
| Año                                        | Lugar                                      | Medalla                                    | Prueba                                     |
| ------------------------------------------ | ------------------------------------------ | ------------------------------------------ | ------------------------------------------ |
| 2015                                       | Heerenveen (Países Bajos)                  | Medalla de oro                             | Salida en grupo                            |
| 2016                                       | Kolomna (Rusia)                            | Medalla de oro                             | Persecución por equipos                    |
| 2016                                       | Kolomna (Rusia)                            | Medalla de plata                           | Salida en grupo                            |
| 2021                                       | Heerenveen (Países Bajos)                  | Medalla de plata                           | Salida en grupo                            |
| Campeonato Europeo en Distancia Individual |                                            |                                            |                                            |
| Año                                        | Lugar                                      | Medalla                                    | Prueba                                     |
| 2020                                       | Heerenveen (Países Bajos)                  | Medalla de plata                           | Salida en grupo                            |